# Монтафон
Монтафо́н (нем. Montafon) — долина в австрийской земле Форарльберг, простирающаяся от горной системы Билерхоэ (Bielerhöhe) до города Блуденц; имеет длину в 39 километров; через долину протекает приток Рейна — река Илль. На севере долина ограниченна горной группой Verwall, а на юге — хребтом Ретикон и группой Зильфрета (Silvretta). Все общины в долине, в которых суммарно проживает 16 920 человек (2020), относятся к округу Блюденц; отдельный судебный округ Монтафон был закрыт в июле 2017 года и соединен с судебным округом Блуденца.